# Блюменфельд, Диана
Диана Блюменфельд (пол. Diana Blumenfeld; 1 марта 1903, Варшава — 3 августа 1961, Нью-Йорк) — польская актриса, певица и пианистка еврейского происхождения, выжившая в период Холокоста в Варшавском гетто.

## Биография
Диана Блюменфельд родилась в Варшаве в еврейской семье. Её сестрой была актриса Густава Блюменфельд, в замужестве Блоньска.
После окончания средней школы закончила педагогические курсы и некоторое время работала учителем. В 1924 году окончила драматический факультет Варшавской консерватории и курсы Ядвиги Гриневецкой.
Диана Блюменфельд выступала исключительно в еврейских театрах, а также в передвижной труппе Йонаса Туркова, за которого в 1923 она вышла замуж.
В 1929 году Диана Блюменфельд снялась в фильме «Di Poylishe velder».
Благодаря своему красивому альтовому голосу и таланту пианистки Блюменфельд добилась большой популярности как исполнительница, вдохновив известных польских композиторов сочинять для неё песни.
В 1940 года Диана Блюменфельд с мужем оказалась в Варшавском гетто, где она продолжала петь, выступая в кафе и в театре гетто, исполняя пенси на идиш. Мордехай Гебиртиг посылал ей свои новые песни с просьбой об их исполнении. Диане с мужем удалось выжить при ликвидации гетто и дожить до конца войны.
После войны пара пыталась восстановить культуру польского еврейства, но в 1945 году вместе с мужем она покинула Польшу и уехала в США, где проживали в Нью-Йорке. В дальнейшем Диана продолжила свою концертную деятельность и выступала в Европе, Израиле и Южной Америке.
Скончалась в Нью-Йорке 3 августа 1961 года в возрасте 58 лет.